# Varda Space Industries
Варда Спейс Индастриз (англ. Varda Space Industries) — частная американская аэрокосмическая компания, основанная в 2020 году, намеревающаяся развернуть на околоземной орбите автоматические производства, использующие физические условия микрогравитации и вакуума.
Штаб-квартира компании расположена в городе Торранс (Калифорния)

## История
Компания Варда Спейс была основана в ноябре 2020 года Уиллом Брюэем, Деляном Аспаруховым и Дэниелем Маршаллом. Брюэй — бывший сотрудник SpaceX, а Аспарухов и Маршалл связаны с фондом Founders Fund Петера Тила. Компания занимается разработкой промышленной орбитальной станции. Условия микрогравитации и отсутствия пыли в вакууме крайне благоприятны для производства таких сверхсовременных изделий, как компьютерные микрочипы, требующих сверхчистых условий. Физические условия орбиты позволяют также производить на ней совершенно новые материалы, включая особые сорта оптоволокна и фармацевтических препаратов.
В декабре 2020 года Варда Спейс привлекла для своей деятельности 9 миллионов долларов, а в июле 2021 года — 42 миллиона долларов венчурных инвестиций.
В августе 2021 года Варда Спейс объявила о подписании контракта с Rocket Lab на приобретение трёх космических платформ Rocket Lab Photon (рассчитаны на 130—170 кг полезной нагрузки, в зависимости от орбиты), на базе которых она намерена строить свои первые производства. Первый запуск запланирован на 1-й квартал 2023 года, второй чуть позже, а третий — на 2024 год. Контракт включает возможность покупки и четвёртой платформы.
В октябре 2021 года компания заключила с SpaceX контракт на запуск первого промышленного спутника, на ракете Falcon 9, в начале 2023 года, для демонстрации возможности производства в условиях микрогравитации широкого спектра материалов